# Pondoksari
Pondoksari is een bestuurslaag in het regentschap Wonogiri van de provincie Midden-Java, Indonesië. Pondoksari telt 2050 inwoners (volkstelling 2010).